# 説明
説明（せつめい、英語: explanation、account）とは、事柄の内容や意味をよくわかるように解き明かすこと。ある事柄について、よくわかるように述べること。

## 説明の定義
「説明を求める」「事情を説明する」「科学では説明のつかない現象」などと用いる。
『広辞苑』によると、《説明》は（単なる）「記述」とは異なる。「記述」のほうは、事実の描写や確認にとどまっているのに対して、《説明》のほうは、事物や出来事が「何故かくあるのか」（何故このようになっているのか）の根拠を示している。
『大辞泉』の解説は右のとおり。《説明》と「解説」は、「わかりやすく述べる」という意味では、同様に用いられている。《説明》は「相手に説明を求める」「事件のあらましを説明する」「医者が病状を説明する」「電気器具は説明をよく読んで使用したほうがいい」などのように、広く用いられる。それに対して「解説」は「事件の背景を解説する」という例文では《説明》とほぼ同様の意味を指すものの、「作品の解説」「ニュース解説」など、多くは特定の事柄を分析し、それが生じた理由や背景、他に与える影響などにまで言及する点でやや異なる。
英語のexplanationの動詞形explainはラテン語のexplãnãreに由来するが、この語は「完全に」という意味のexと「平らな」を意味するplãnusの合成語で、「まったく平らにする、明らかにする」という意味をもつ。つまり、分かりにくさという障害を言葉によって取り除き、問題の見通しを良くするのが「説明」である。

## 歴史
アリストテレスは『分析論後書』において、ある事柄が「なぜ」成り立っているのかを、三段論法の形で与えることが、知識を持つことであるとした。これをもって、説明とは三段論法による論証であるという考えが表明されているのだともされる。
19世紀には、科学における説明の位置づけについて、幾人もの哲学者らが考察した。例えば、J・S・ミルは、自然の中に存在するすべての規則性を演繹的に導き出せるような、少ない数の一般命題（因果法則）の発見と考え、一見、別の事象と思われる複数の事象をひとつの法則の下に統合することを説明の役割とした。例えば、地上における物体の落下と惑星の運動をひとつの法則（万有引力）の下に統合することが説明なのだとした。
1965年にはヘンペルが『科学的説明の諸問題』で、説明の基本的な形をやはり演繹的推論として演繹的・法則的モデル（D-Nモデル）と呼ばれる基本形を示し、ある4条件を満たす推論が説明であると定義した。ヘンペルの理論には様々な問題点こそあったものの「たたき台」となり、その後に多くの哲学者や科学哲学者が続き、説明について理論を構築する。
ただし、この考え方については難点が複数、指摘されてきた。たとえば、物理化学における多くの説明、その他の分野のほとんどの説明は、これを満たしていない。ヘンペルはまた、個別的な出来事を統計的な法則を使って説明する帰納的・統計的モデル（I-Sモデル）も考えた。。

## 科学における説明
『広辞苑』には、科学的研究において《説明》explanation とは、個別の事象を一般法則と初期条件から導き出すことと書かれている。
科学は《説明的科学》と《記述的科学》に大別されることがある。『大辞泉』によると、《説明的科学》とは事物の説明を主な目的とする科学の総称であり、具体的には物理学や化学などである。それに対して《記述的科学》とは、事実の記述を主たる目的とする科学のことであり、たとえば動物学・植物学・鉱物学などである。

## 説明の評価
心理学では、説明は話者が聞き手に概念枠を提供し、理解したという感覚を与える活動ととらえる。説明によって理解が増えなかった場合、その説明は失敗した事になる。このように、説明は理解という概念を含んで考えられ、理解度によって評価される。説明の評価には、説明を受けた人に理解できたかどうかなどを問う主観的評価と、説明後に実際に作業させて結果を判定する客観的評価がある。説明に関する評価研究は共通する部分はあるものの、理解という概念の幅の広さや、研究の焦点とする知覚の水準の違いから研究者によって観点が異なることが多い。理解したつもりだったが実際にやってみるとできないという現象が珍しくないように、主観的評価と客観的評価の結果が食い違う場合も多々ある。
ビジネス文書やマニュアルデザインの分野では主観的評価に重点が置かれ、品位や安心といった情緒に訴える表現要素も説明の評価に含まれる。

## 説明書
工業製品には、取り扱い方、操作方法、使用に当たっての注意点などを記した文書が添えられることが多い。取扱説明書、略して「取説（とりせつ）」とも言う。